# Farmaceut

Morteln är en internationell symbol för farmaceuter och apotek.

Farmaceut är ett samlingsnamn för personer som läst farmaci vid universitet i Sverige: farmacie kandidat, farmacie magister, samt yrkesexamina receptarie (3 år) och apotekare (5 år). Apotekarexamen respektive farmacie magisterexamen ligger på högskolans avancerade nivå och ger tillträde till studier på forskarnivå medan receptarieexamen ligger på grundnivå.
Vanliga arbetsplatser för apotekare är inom akademin eller läkemedelsindustrin, myndigheter (till exempel Läkemedelsverket) och apotek. Majoriteten av receptarier anställs inom apotekssektorn. För att få arbeta som farmaceut med receptexpedition på svenska apotek krävs förutom yrkesexamen (apotekare eller receptarie) även legitimation från Socialstyrelsen (apotekar- eller receptarielegitimation).

## Farmaceutiska utbildningar i Sverige

### Högskolor med examensrätt för farmaceutiska utbildningar i Sverige
- Göteborgs universitet
  - Apotekare, receptarie
- Karlstads universitet
  - Receptarie
- Linnéuniversitetet
  - Receptarie/farmacie kandidat (tidigare vid Högskolan i Kalmar)
- Lunds universitet
  - Apotekare (examenstillstånd 2010, första antagning ej planerad än)
- Umeå universitet
  - Apotekare (examenstillstånd 2010, första antagning höstterminen 2012), receptarie/farmacie kandidat, master i farmaci
- Uppsala universitet
  - Apotekare, receptarie, farmacie magister, master-utbildning, farmacie doktor

Både Lunds och Umeå universitet har deklarerat att deras utbildningar ämnar följa den så kallade Bologna-modellen (3 år på grundnivå och 2 år på avancerad nivå). Detta skulle kunna göra det möjligt för receptarier att läsa upp till en apotekarexamen. Umeå universitet ämnar att bedriva huvuddelarna i sina utbildningar på distans.

### Svenska examenstitlarna översatta till engelska
De svenska examenstitlarna översätts på engelska på nedanstående sätt. Det innebär dock inte att de kan jämställas med samma titlar från andra utbildningstraditioner.
- Apotekarexamen: Pharmacist - Master of Science in Pharmacy, MSc Pharm
- Receptarieexamen: Bachelor of Science in Pharmacy, BSc Pharm
- Farmacie magisterexamen: Master of Pharmaceutical Sciences (1 year), MPharmSc
- Farmacie masterexamen: Master of Pharmaceutical Sciences (2 years), MPharmSc
- Farmacie kandidatexamen: Bachelor of Pharmaceutical Sciences, BPharmSc